# Autodrom Sosnová

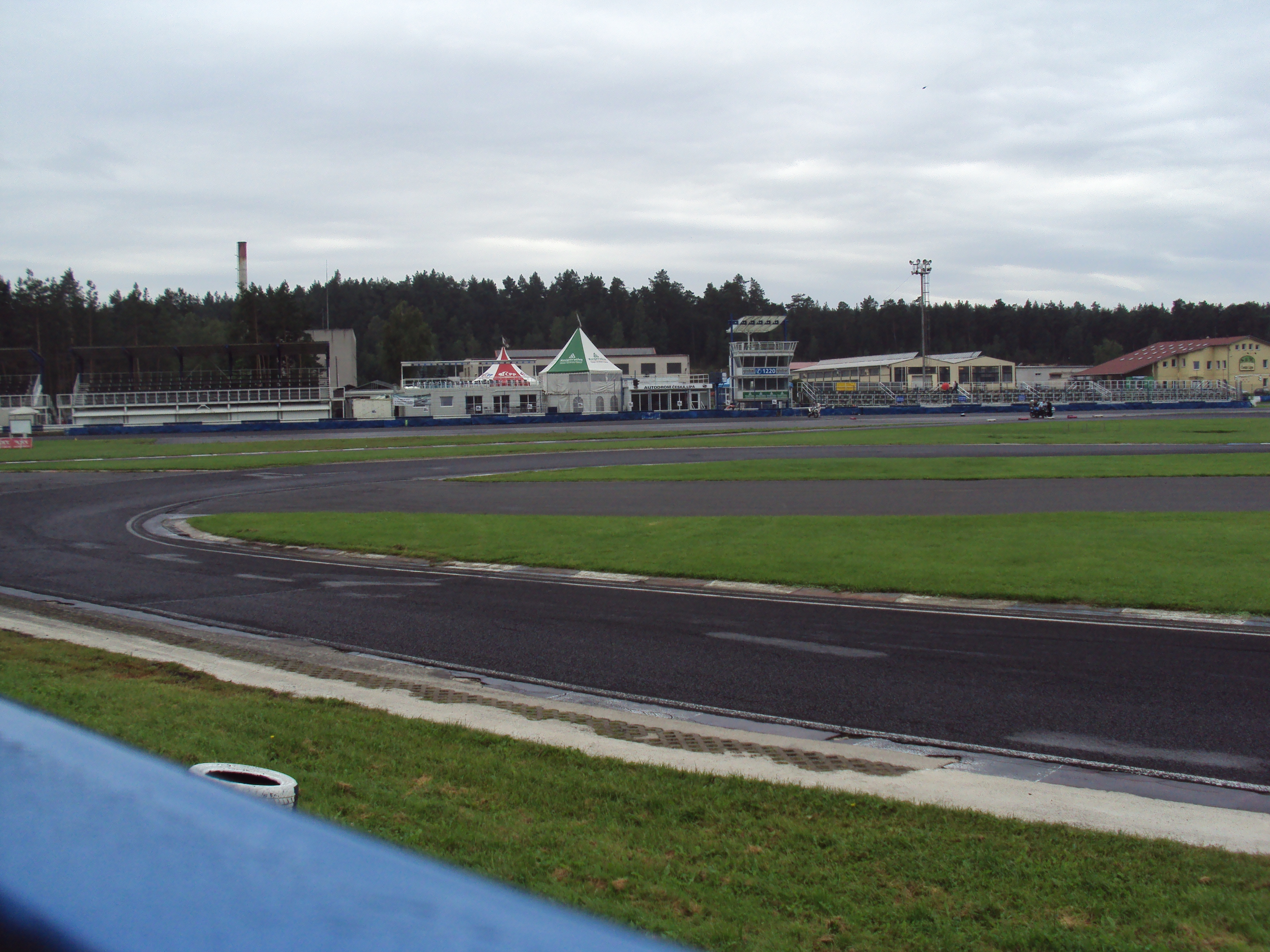
Tribuny autodromu

Autodrom Sosnová je areál u obce Sosnová jižně 2 km od České Lípy při silnici na Prahu, určený pro pořádání motoristických akcí. Je nyní pojmenovaný Autodrom Racing Area.

## Využití
Zpočátku jej využívali hlavně motorkáři, později se zde provozoval rallycross, ralye, supermoto, liftink, závody motokár. Není reservován pouze pro závodní jezdce, ale i k pořádání akcí pro amatéry a širokou veřejnost z České Lípy a okolí, např. je oblíbená Škola bezpečné jízdy či Policejní den. Absolvováním kurzů bezpečné jízdy lze odmazat trestné body za přestupky. Autodrom pro tyto účely vytvořil Centrum kurzů bezpečné jízdy.
Každoročně se zde pořádají Mistrovství republiky (karting automobilů, rallyecross), občas i Mistrovství Evropy, Setkání mistrů, Rally Bohemia. V červnu 2013 se zde konal závod FIM Supermoto World Championship (Mistrovství světa Supermoto). Akci navštívilo téměř 5 000 diváků a špičky světové motoristické organizace FIM.

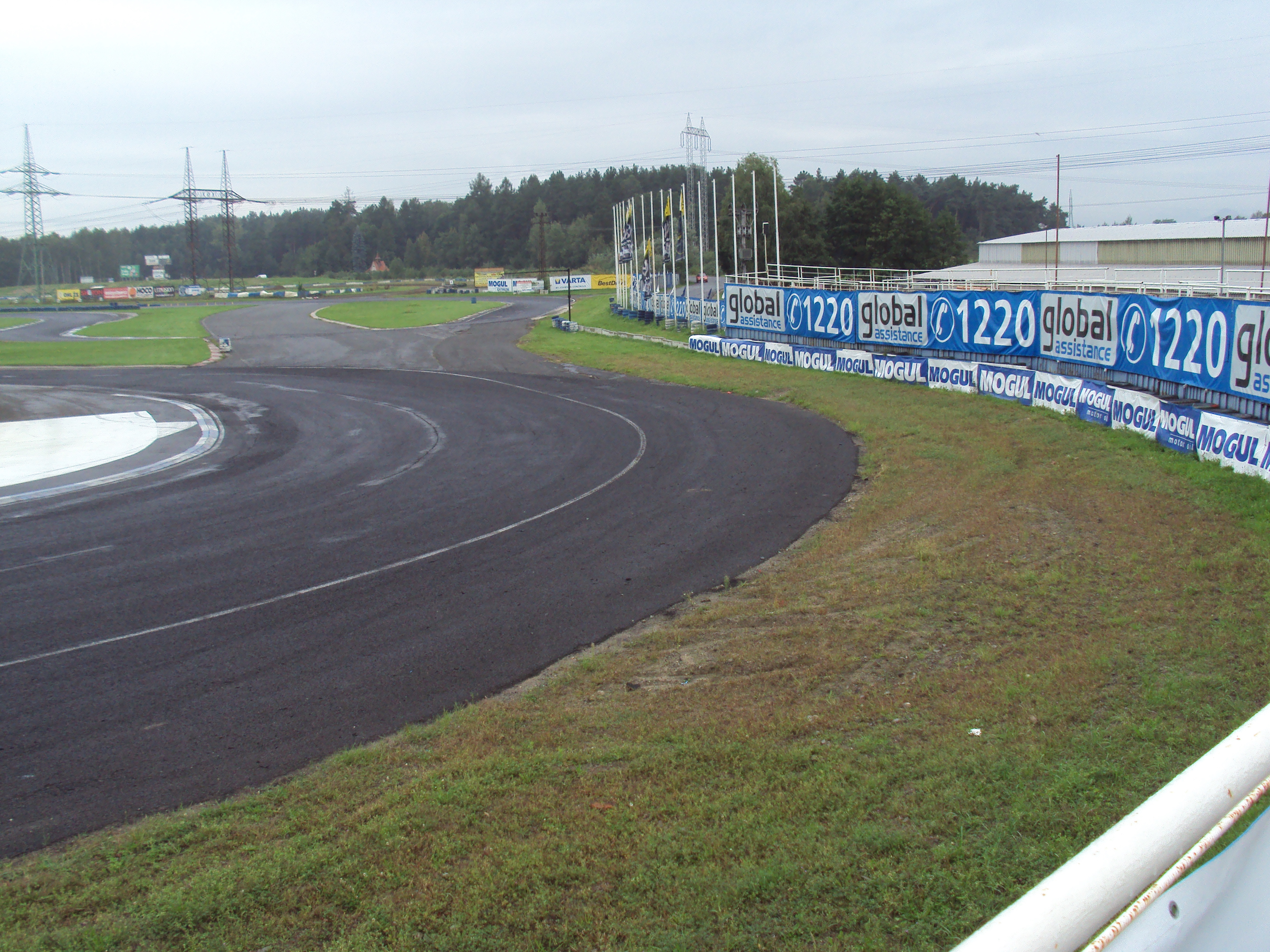
Pohled na jednu zatáčku

## Další údaje o areálu

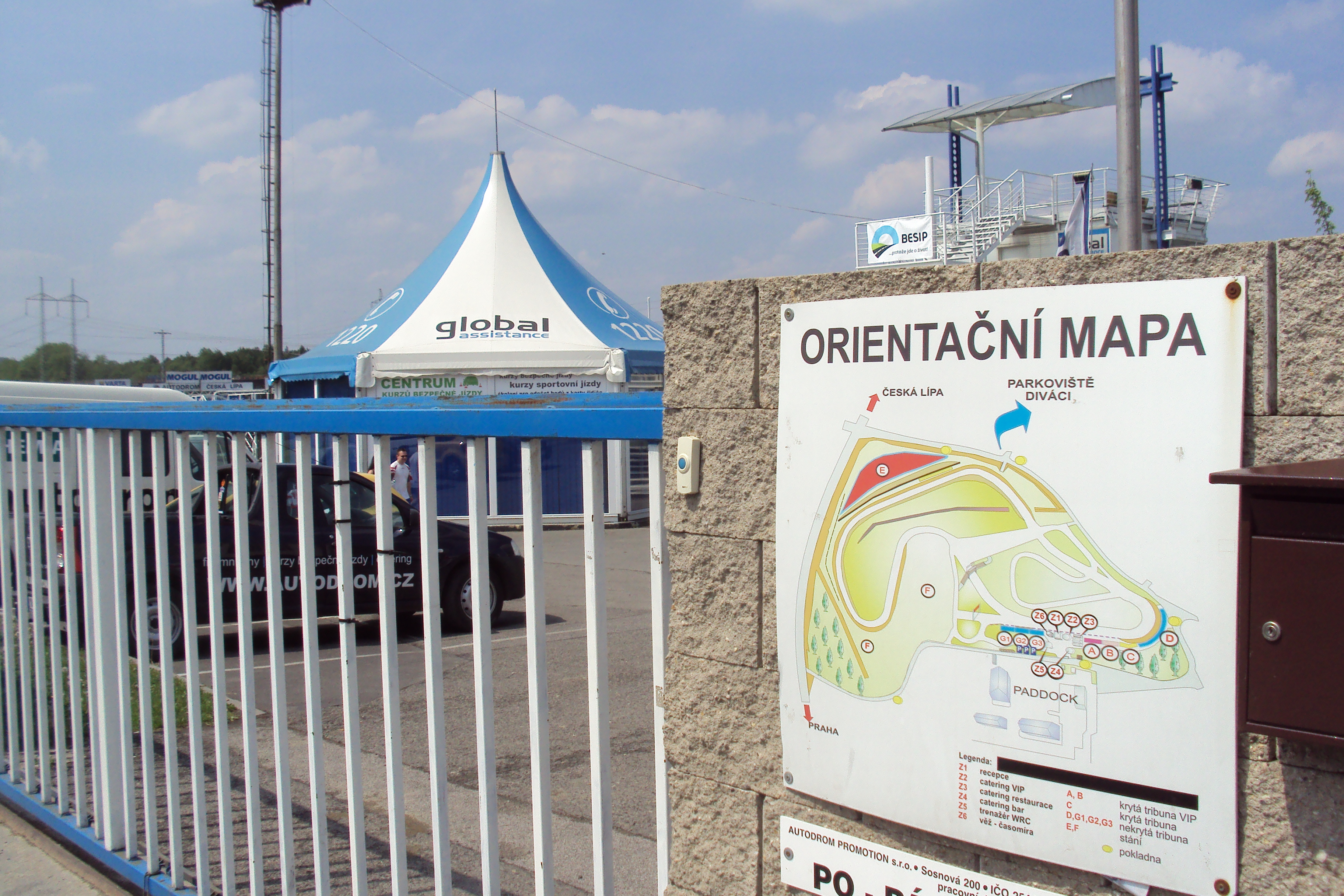
Plánek u zadního vchodu

Jsou zde vytvořeny okruhy s různým druhem povrchu, rovné i se zatáčkami vč.klesání a byly doplněny řadou překážek.
Celý areál je oplocený, nachází se východně v těsném sousedství hlavního silničního tahu od Prahy do České Lípy (silnice I/9), zhruba 2 km jižně od České Lípy. Tato silnice jej dělí od obydlených částí obce Sosnová a právě na ní, u aerálu byla roku 2011 vybudována nadúrovňová křižovatka k obchvatu České Lípy Nejbližší zastávka vlaku je v České Lípě, v Sosnové je zastávka autobusů vč. linek MHD z České Lípy. Kolem areálu vede místní silnice přes les do obce Okřešice.

## Oficiální údaje
Obchodní firma Autodrom Sosnová s.r.o byla založena 14. dubna 1994, má IČO 489 48 586.
Poštovní adresa provozovatele je Autodrom Promotion s.r.o., Sosnová 200, 470 01 Česká Lípa